# فقدان التنفس
فقدان التنفس وتُعرف أيضًا باسم: «فقدان التنفس: حكاية ليست داخل أو خارج بلاكوود»، هي قصة قصيرة كتبها المؤلف الأمريكي إدغار آلان بو تحت الاسم المستعار «ليتليتون باري». حكاية ساخرة، يروي القصة السيد لاكوبريث الذي يحكي محاولته للعثور واستعادة تنفسه المفقود، الذي أضاعه بشكل حرفي. خلال رحلته، تُقطع أوصاله بصورة متكررة ويُشوه، ويُفترض بشكل خاطئ أنه مات أو شُنق أو حُبس ودُفن قبل أوانه. يمكن تفسير المبالغة العبثية التي شهدها ظهور القصة في مجلة إدنبرة بلاكوود، والتي عُرفت بنصوصها المثيرة؛ يقترح البعض أن بو كان يسخر من أساليبهم.
منبهرًا بالتطورات العلمية المتسارعة خلال القرن التاسع عشر وفترة ما قبل الحرب الأهلية، عبر بو وكتاب آخرون بشكل مشترك عن أفكارهم ووجهات نظرهم عن الثقافة والممارسات الطبية الحديثة. نتيجةً لذلك، تشابك الطب والأدب خلال تلك الفترة. استخدم بو الشخصيات والحبكة بصفتهم أجهزةً للتبليغ عن المخاوف والنواحي المسيطرة المتعلقة بالطب في القرن التاسع عشر. استخدمهم بو أيضًا لانتقاد الممارسين الذين يملكون مشاعر ضمنية، التي قيل إنها كانت شائعةً خلال ذلك الوقت. علاوةً على ذلك، تعكس الموضوعات في القصة الحركات والمعتقدات الفلسفية المشتركة من القرن التاسع عشر، مثل التعالي والعلوم الزائفة.
نُشر إصدار أولي من القصة عام 1832 تحت اسم «فقدان مُقرر»؛ نُقحت لتصبح «فقدان التنفس» عام 1835، ونُقحت وطبعت لاحقًا في صحيفة برودواي عام 1846.

## الشخصيات
- السيد لاكوبريث: راوي العمل. يُعد شخصيةً حذرة ويذهب إلى حدود متطرفة كي لا يكشف عن حالته؛ أنه فقد تنفسه حرفيًا. يُشير أحيانًا إلى النظريات الفلسفية والتنبؤات حول الوفيات.
- السيدة لاكوبريث: تظهر لفترة وجيزة في بداية القصة، تزوجت السيد لاكوبيرث قبل ليلة من وقوع الأحداث. تُقدم للقراء من خلال تعرضها لاعتداء لفظي من قبل السيد لاكوبريث.
- السيد ويندينوف: هو جار لاكوبريث. عندما يُذكر للمرة الأولى، يُعلق الراوي على رسائل الحب التي كان يبعثها ويندينوف لزوجته السيدة لاكوبريث. يُوصف بأنه نحيف وطويل. يُواجه في قبو الاستقبال. بشكل مشابه للسيد لاكوبريث، يُعتقد أنه دُفن قبل أوانه، ويكتشف الراوي أن التنفس الذي فقده ينتقل دون قصد إلى تلك الشخصية.
- تسعة مسافرين: يسافرون بحافلة صغيرة جدًا على حجمهم وعددهم. مضغوطين مع بعضهم، يخلخل رجل ضخم بإهمال أطراف ورأس السيد لاكوبريث الذي لا يمكن سماع شكواه. لاحقًا وبعد الاستنتاج أنه مات، يعبر المسافرون عن تردد صغير قبل رمي جثته خارج العربة.
- الطبيب المسافر: يُوصف بأنه شاب، كان على متن العربة واستخدم مرآة الجيب خاصته لفحص تنفس السيد لاكوبريث، ويعلن بعد ذلك موته.
- مالك الحانة (الغراب): يعتبر الراوي مالك الحانة رجلًا مضيافًا. يجمع هذا الرجل متاع السيد لاكوبريث ويبيع جثته لجراح.
- الجراح: بعيدًا عن الاعتقاد بأن السيد لاكوبريث ما زال حيًا، لم يتردد الجراح في نزع أعضائه لإجراء التشريح اللاحق أو ربط لاكوبريث في العلية.
- الصيدلي: تشك هذه الشخصية بأن السيد لاكوبريث ميت، وتجري اختبارات كهربائية على جسمه مستخدمةً بطارية غلفانية.
- دبليو--- (سارق البريد): رجل حُكم عليه بالإعدام بتهمة السطو على البريد، يشبه السيد لاكوبريث ويصفه الراوي بأنه يعاني من عجز شديد واعتلال مستمر في الصحة. عندما يقع السيد لاكوبريث في عربة الجلاد، ينتهز سارق البريد الفرصة ويهرب، تاركًا السيد لاكوبريث ليأخذ مكانه على حبل المشنقة. يُعاد القبض عليه لاحقًا.
- سائق عربة الجلاد: أحد الحراس القليلين لسارق البريد. يُشير الراوي إلى أنه كان نائمًا.
- مجندان من كتيبة المشاة السادسة: يحرسان أيضًا سارق البريد، كانا مخمورين. يُثير انحراف العربة اهتمامهم ويخلطون بين السيد لاكوبريث وسارق البريد، ويضربونه ببنادقهم القديمة، ويقتادونه إلى المشنقة.